# Kėdainiai
Kėdainiai anhörenⓘ (deutsch Kedahnen, jiddisch Keidan (קיידאן) polnisch Kiejdany) ist eine zentral in Litauen am Ufer des Flüsschens Nevėžis gelegene Stadt. Die Kernstadt ist Verwaltungssitz der gleichnamigen Rajongemeinde und in derselben ein städtischer Amtsbezirk. Der Ort wurde erstmals 1372 erwähnt und im 15. Jahrhundert bereits als Stadt bezeichnet. Offiziell wurde das Stadtrecht 1590 als Magdeburger Recht verliehen. Die Stadt war das Zentrum der Reformation in Litauen. Noch heute gibt es hier eine evangelische Kirche, was im durchgehend katholischen Litauen Seltenheitswert hat.

## Geschichte
Kėdainiai gilt als eine der ältesten städtischen Siedlungen in Litauen. Erstmals erwähnt wird der Ort 1372 in der Livländischen Chronik Hermanns von Wartberges. Der Ort befand sich frühzeitig in Besitz der mächtigen und weitverzweigten Adelsfamilie Radziwiłł, die zum Teil während der Reformationszeit zum calvinistischen Glauben konvertierte. Dadurch kam es zur Ansiedlung von schottischen Protestanten im 16. und 17. Jahrhundert.
Die Radziwiłłs förderten den Bau reformierter Kirchen und Schulen. Zu Beginn des Zweiten Nordischen Krieges stellten sich am 20. Oktober 1655 führende litauische Adelige unter der Führung von Janusz Radziwiłł und Bogusław Radziwiłł im Vertrag von Kėdainiai unter den „Schutz“ Schwedens. Diese kurzzeitige Allianz zwischen Litauen und Schweden fand im Frieden von Oliva 1660 jedoch wieder ein Ende.
Mit der dritten polnischen Teilung kam der Ort 1795 zu Russland. Zwischen den Weltkriegen gehörte er zur neu gegründeten Republik Litauen. Seit dem Mittelalter gab es auch eine große jüdische Gemeinde am Ort, die während der Zeit der deutschen Besetzung während des Zweiten Weltkrieges jedoch in der Shoa größtenteils vernichtet wurde. Nachdem die Stadt nach Kriegsende wieder unter sowjetische Herrschaft gekommen war, wurde am Ort ein Militärflugplatz eingerichtet.
Seit der Erklärung der Unabhängigkeit 1918 gehört der Ort zu Litauen.
In der Zwischenkriegszeit lebten in Kėdainiai etwa 3000 Juden. Am 24. Juni 1941 besetzte die Wehrmacht den Ort. Die ansässigen Juden wurden Zwangsmaßnahmen wie dem Tragen des Judensterns und Zwangsarbeit unterworfen. Daraufhin wurde ein Ghetto errichtet, in das auch die Juden umliegender Orte verbracht wurden. Im August 1941 wurden sie in die örtliche Synagoge getrieben und 13 Tage lang ohne Verpflegung festgehalten. Am 28. August 1941 trieb das Rollkommando Hamann (litauische Polizisten unter der Aufsicht einiger deutscher Soldaten, kommandiert von Joachim Hamann) 2076 Juden zu vorbereiteten Tötungsgruben und erschoss sie dort. Kein Jude aus Kėdainiai überlebte das Massaker. Im Sommer 1943 wurde ein Arbeitslager für Zwangsarbeiter aus dem Ghetto Kowno errichtet, das im Juli 1944 geschlossen wurde.
1993 wurde das Kolleg Kėdainiai errichtet.

## Sehenswürdigkeiten
Die Altstadt ist gut erhalten und sehenswert. In der Stadt existieren mehrere Schlösser und Herrenhäuser des litauischen Großadels, die jetzt zumeist als öffentliche Gebäude genutzt werden. In der Nähe des Bahnhofes steht eines der wenigen Minarette Litauens.
- Alte Synagoge
- Neue Synagoge
- Synagoge Smilgos-Straße
- Jüdischer Friedhof

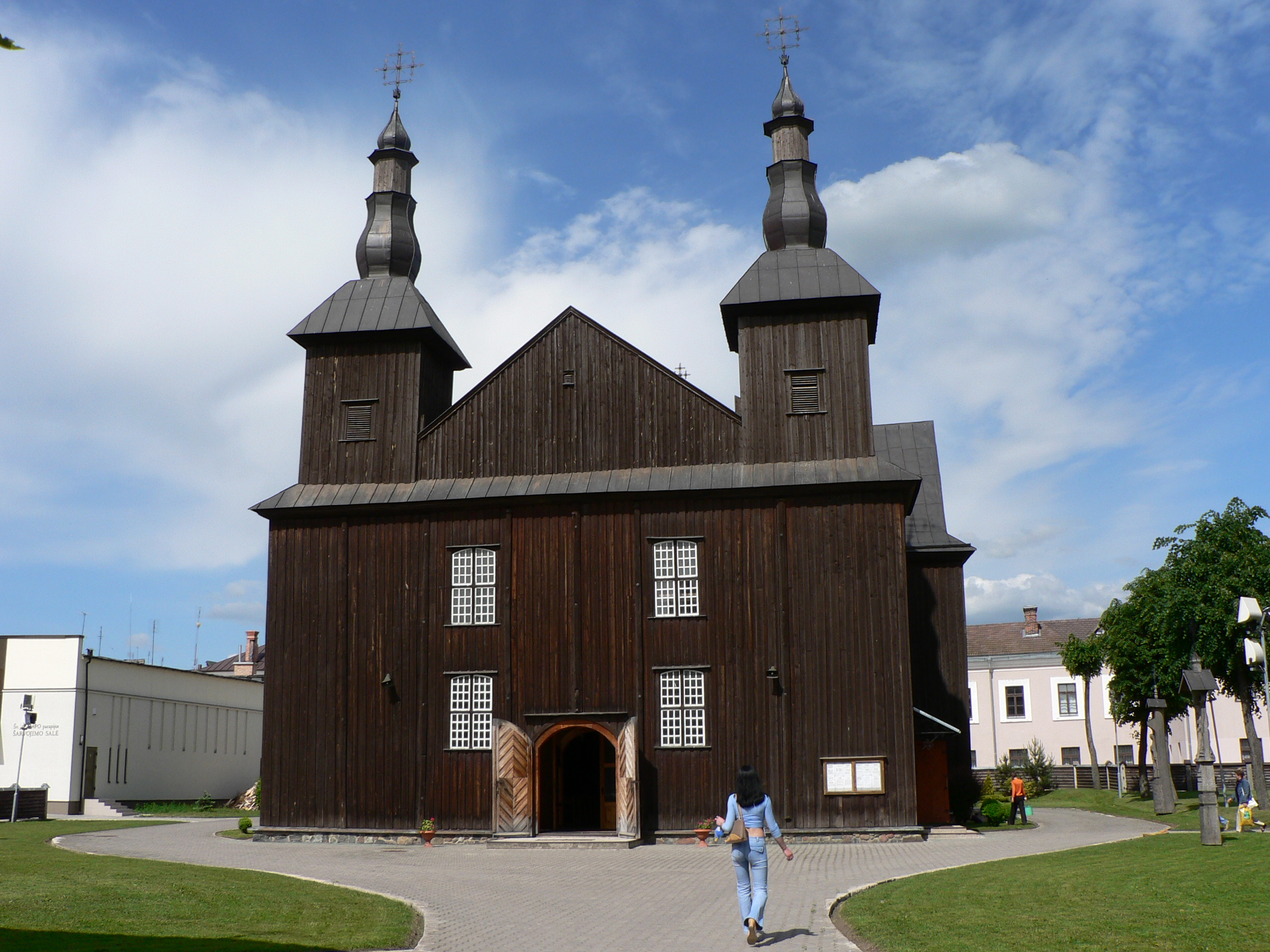
Karmeliter-Holzkirche St. Joseph, erbaut 1766
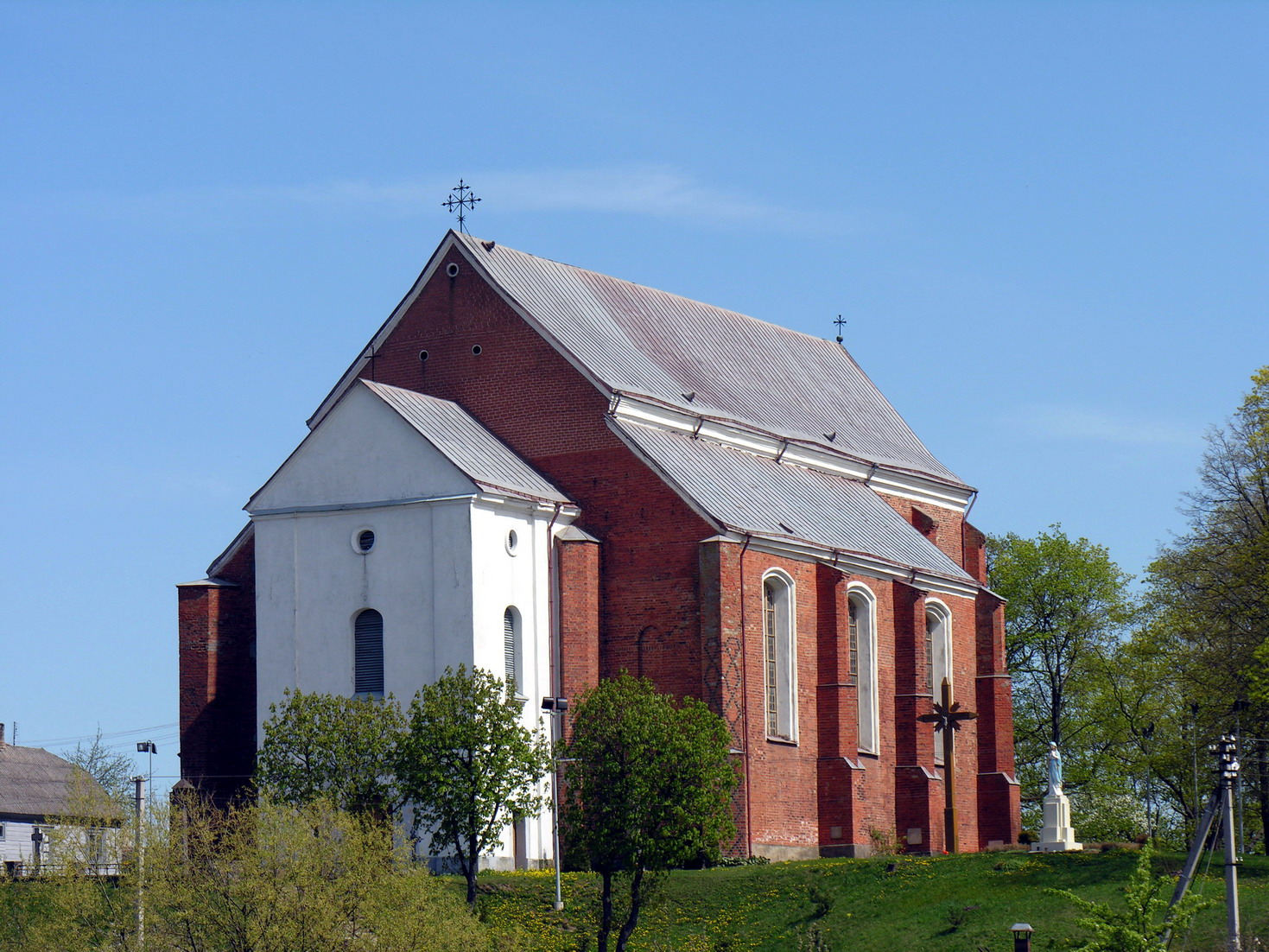
Kedainiai St.-Georgs-Kirche, errichtet im 16. Jahrhundert
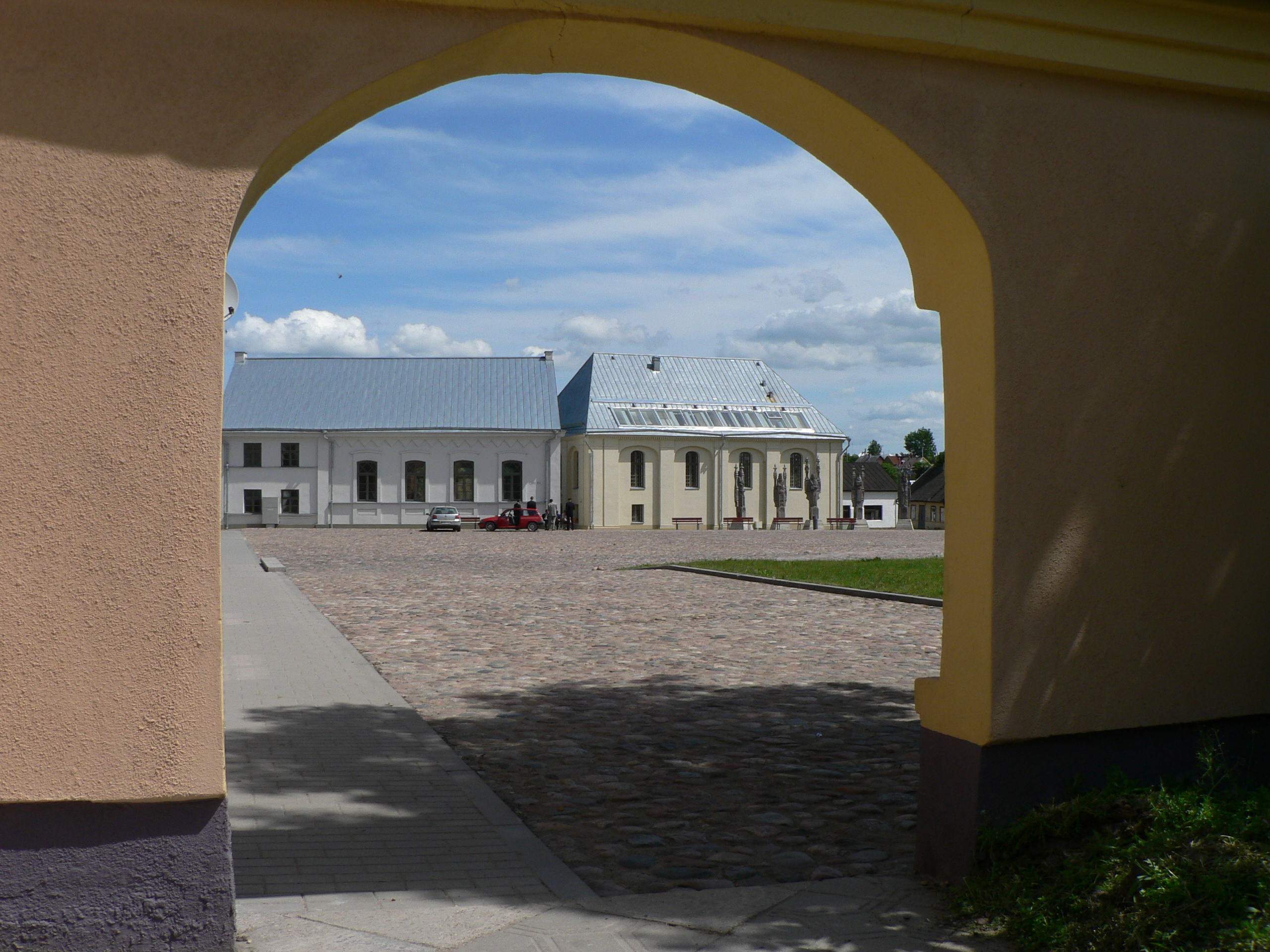
Altstadt – Blick zu den Synagogen
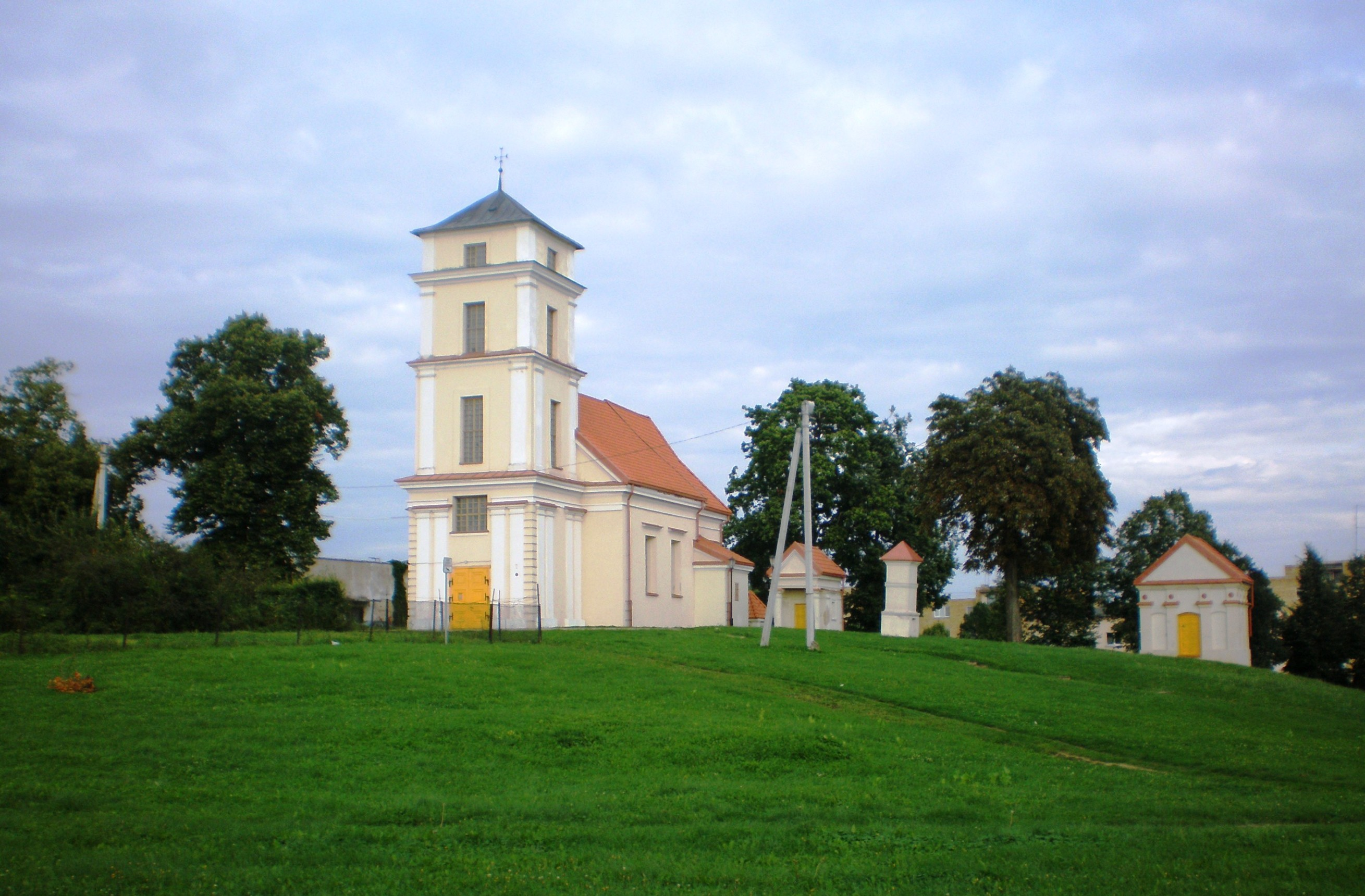
Evangelisch-Lutherische Kirche von Kėdainia, erbaut 1629
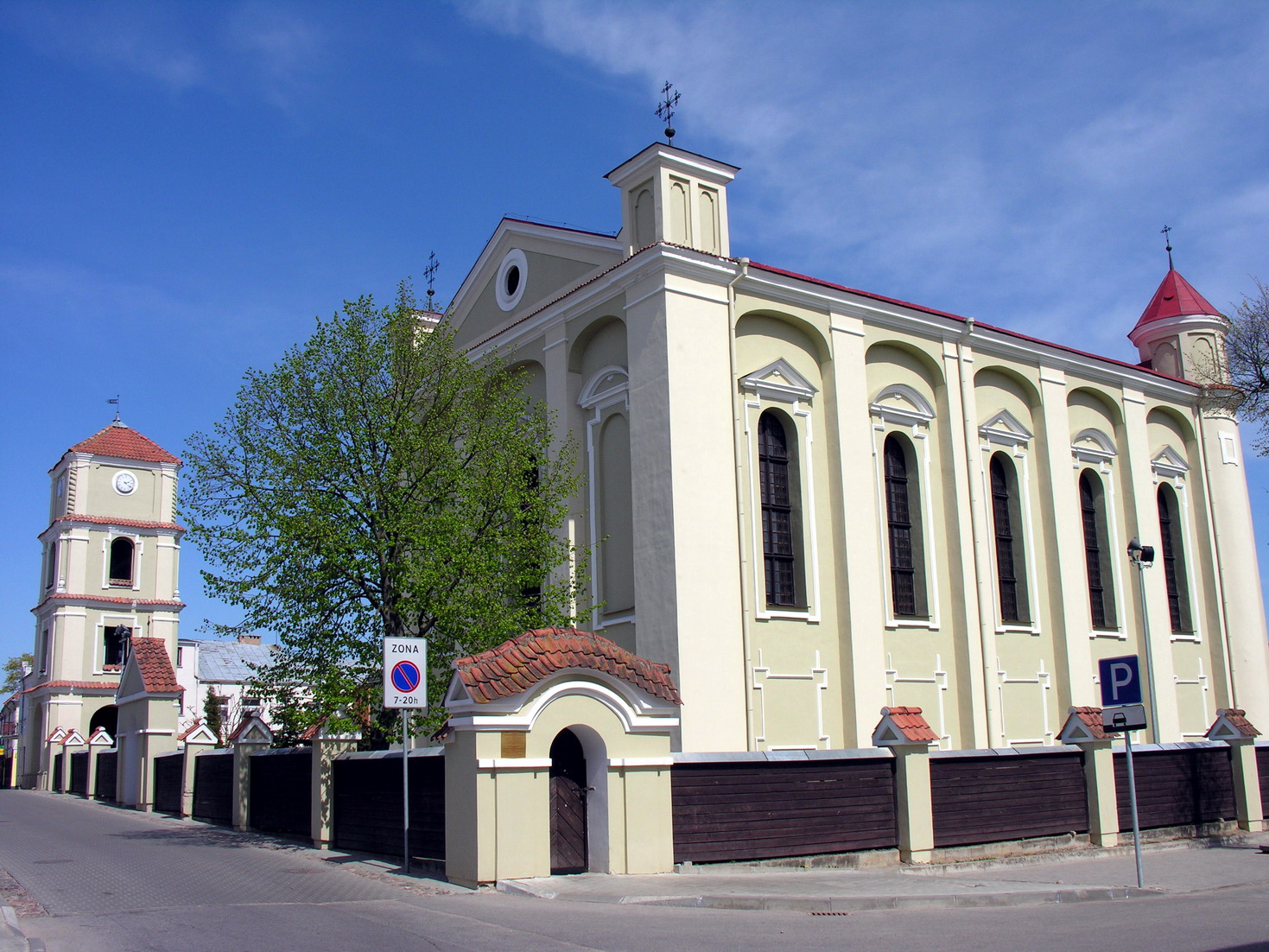
Evangelisch-Reformierte Kirche von Kėdainiai, errichtet 1652
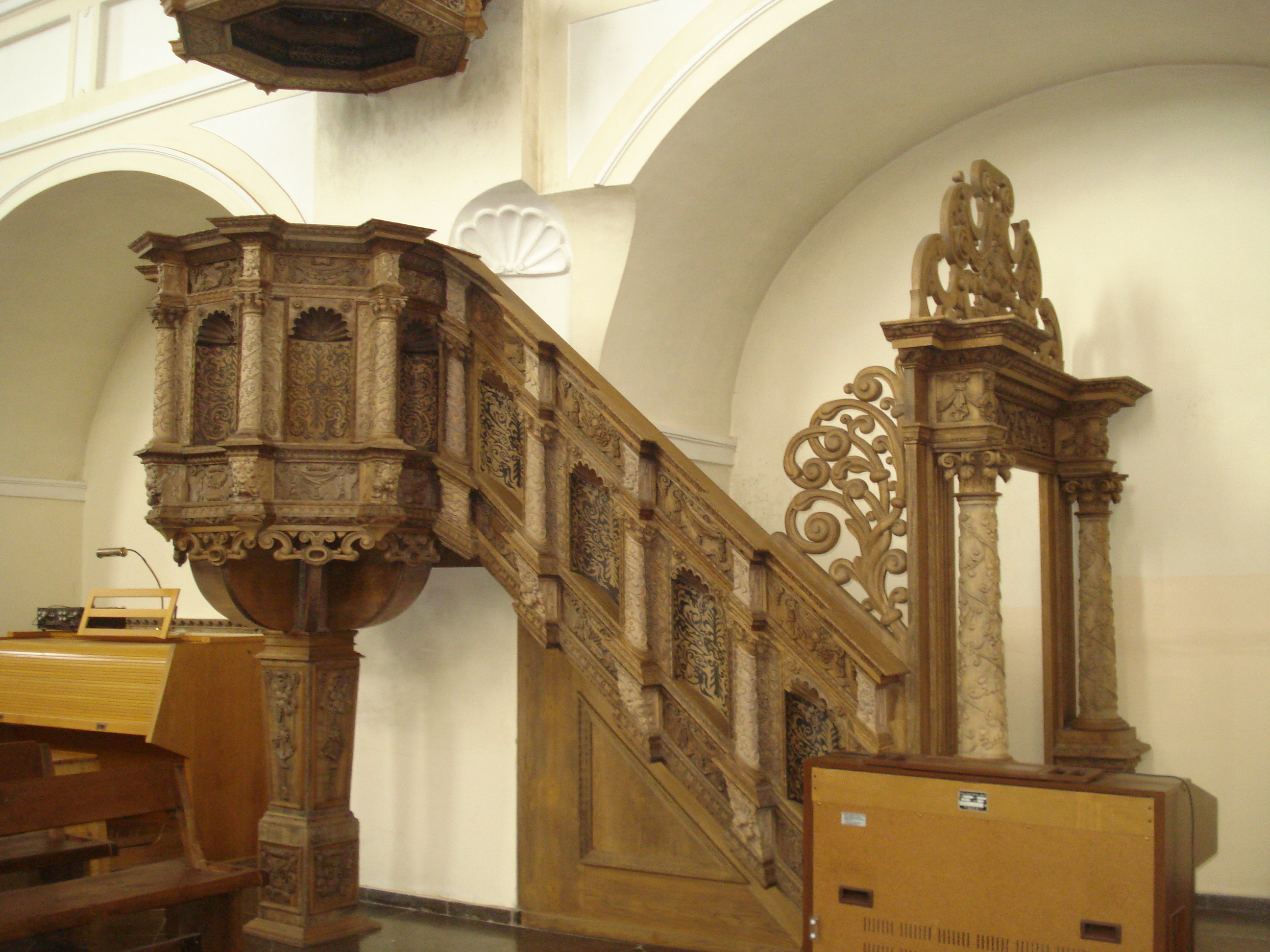
Die Renaissance-Kanzel im Innern der reformierten Kirche
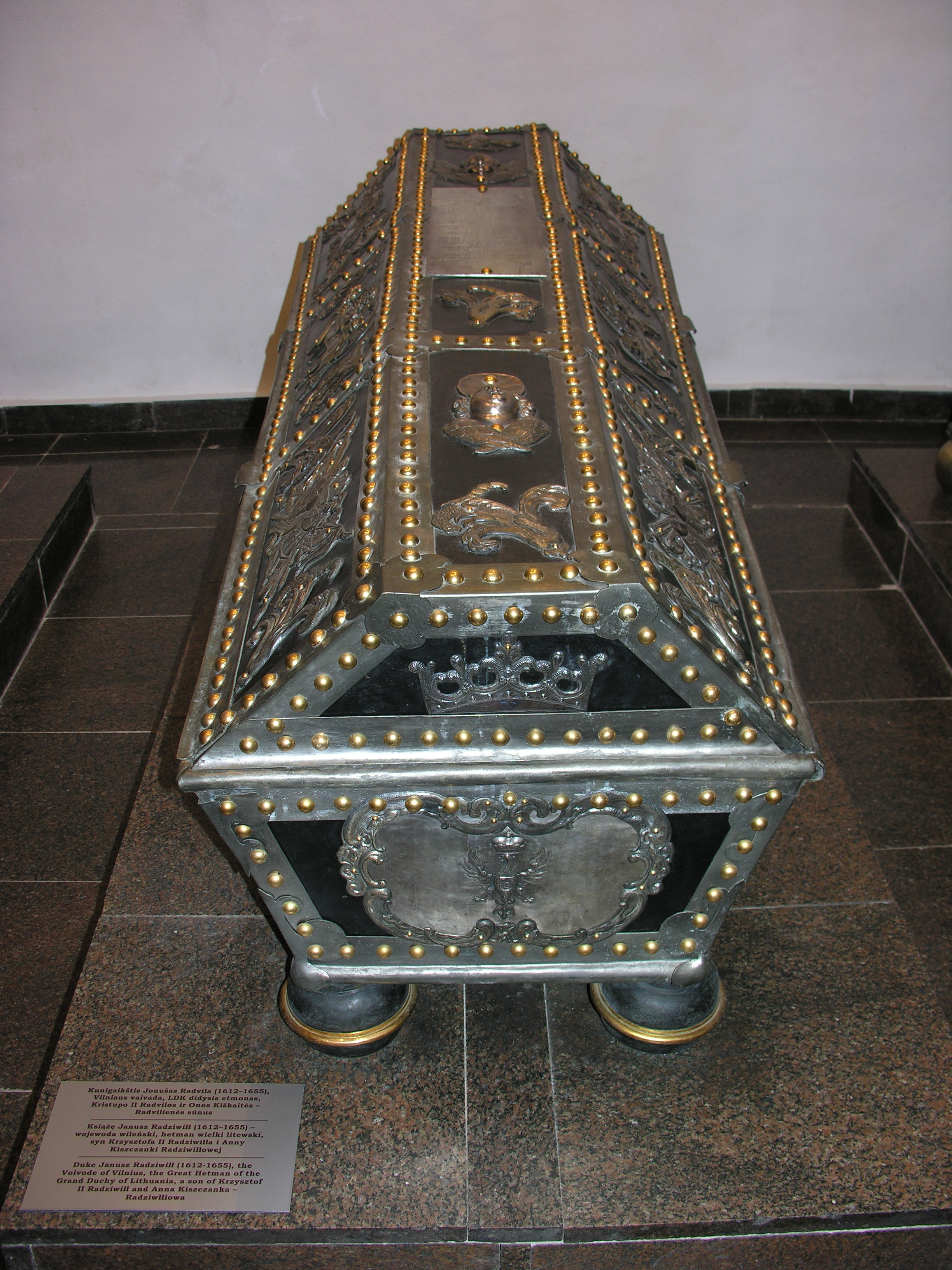
Grab des Fürsten Janusz Radziwiłł in der reformierten Kirche von Kėdainiai
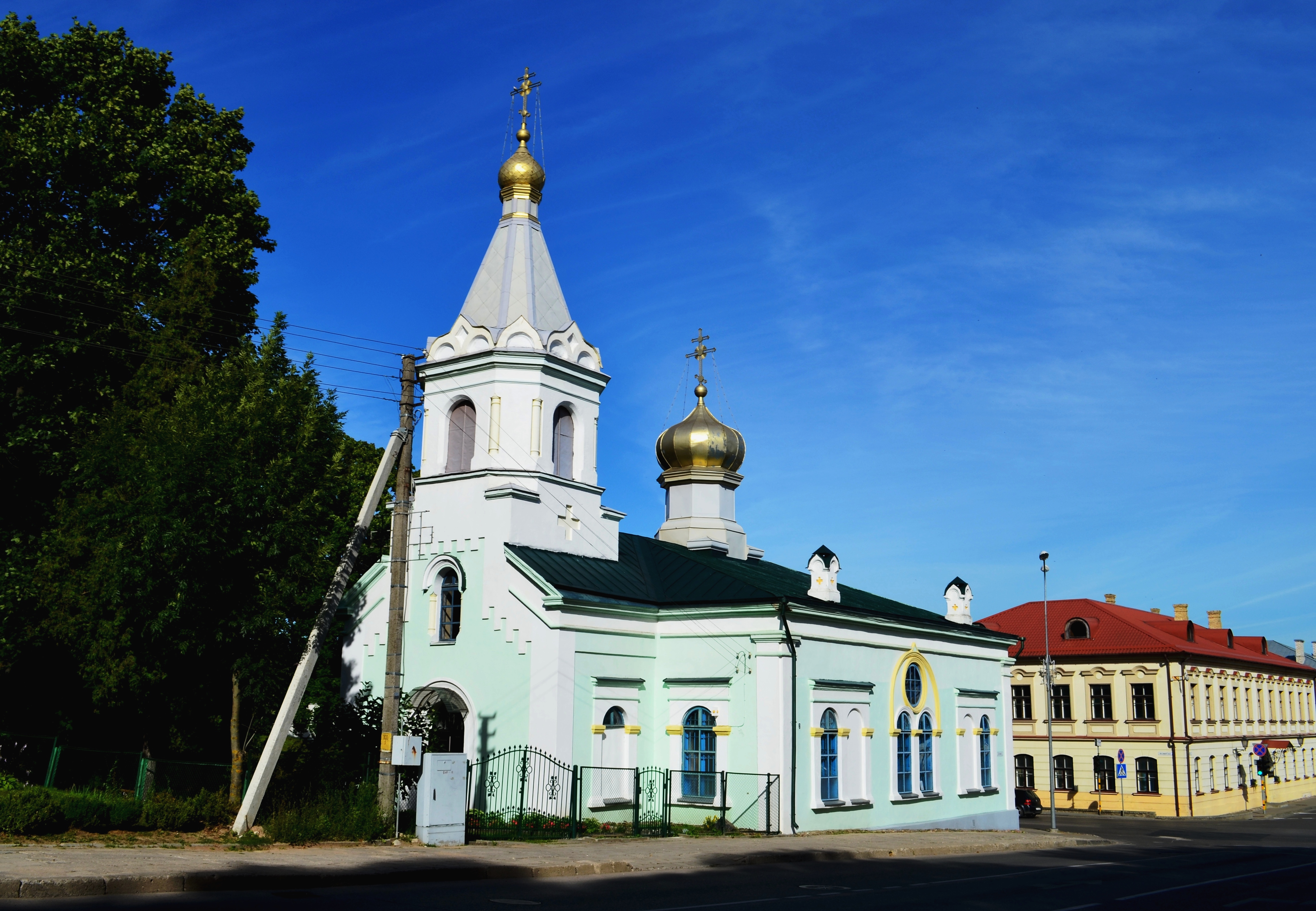
Orthodoxe Kirche der Verklärung des Herrn erbaut 1861
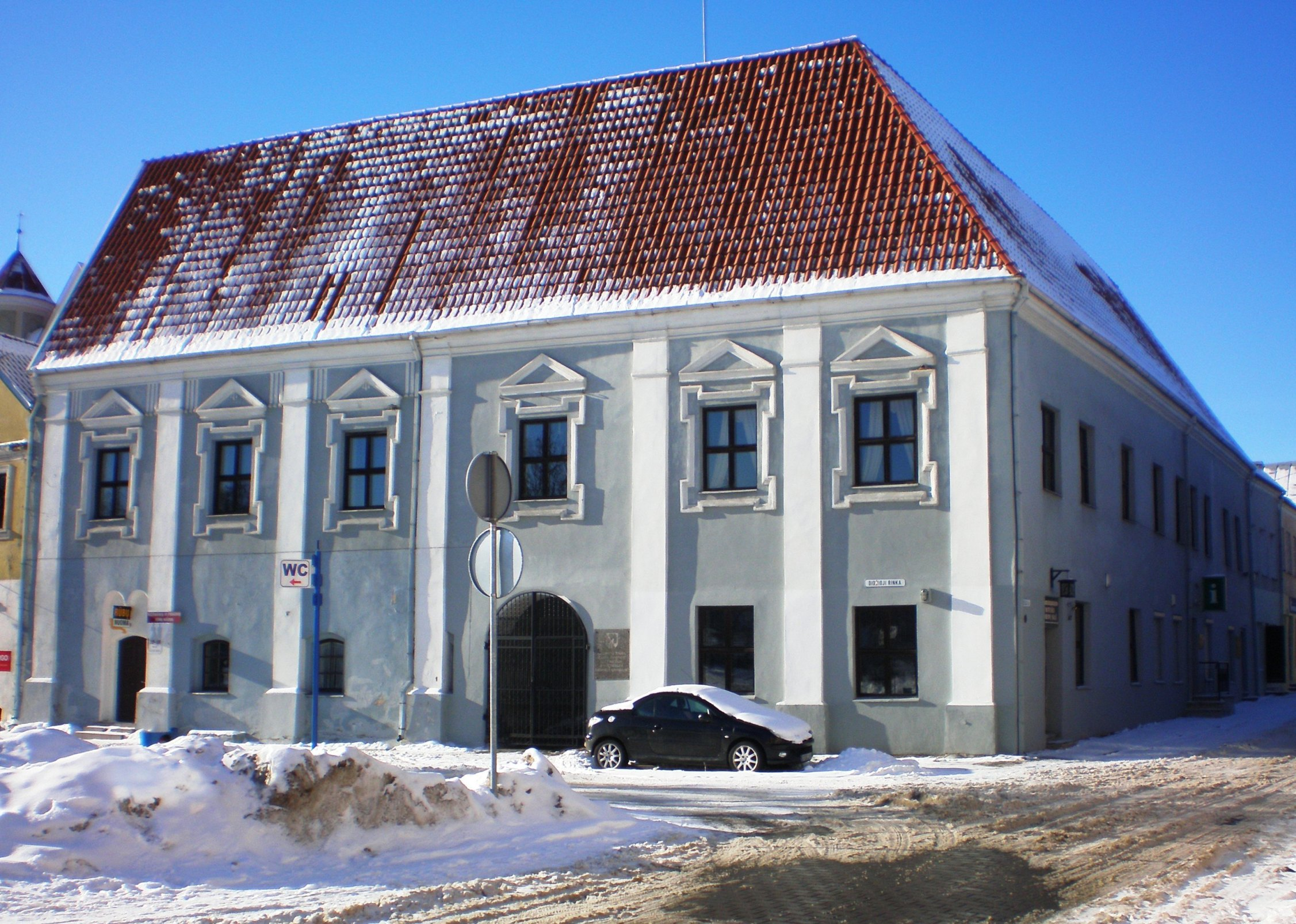
Rathaus Kėdainiai
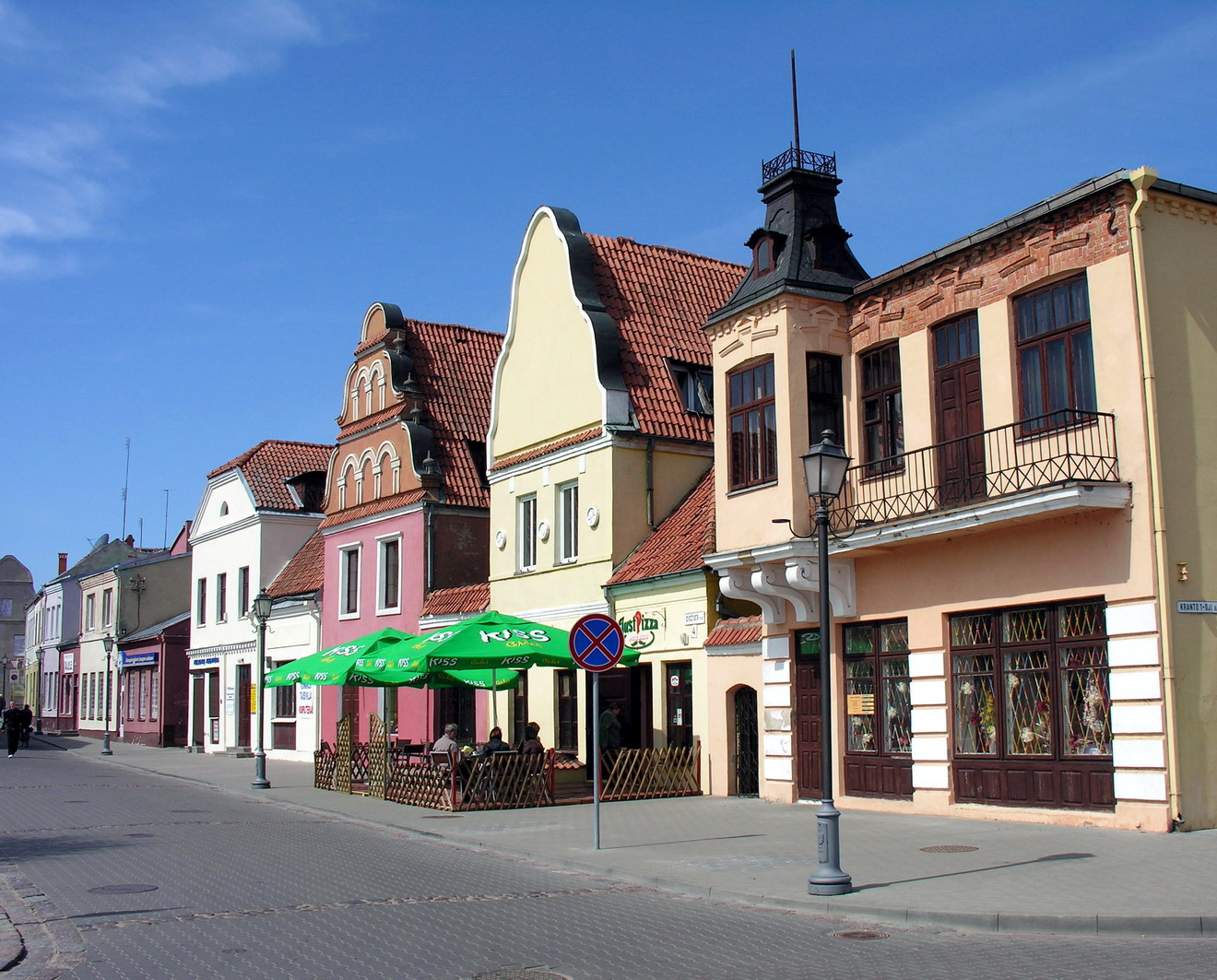
Didžioji gatve
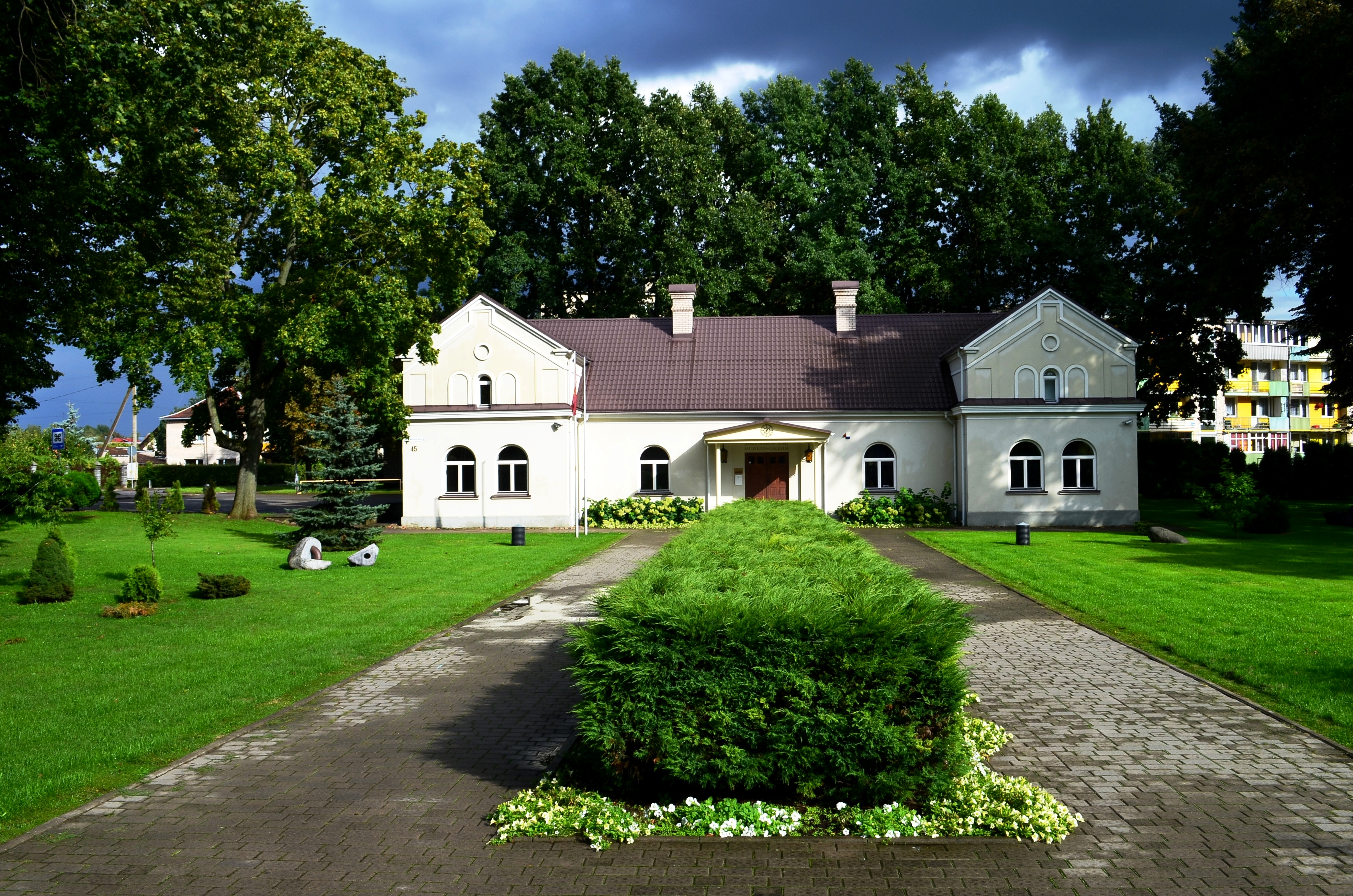
Janina Monkutė Museum in Kėdainiai
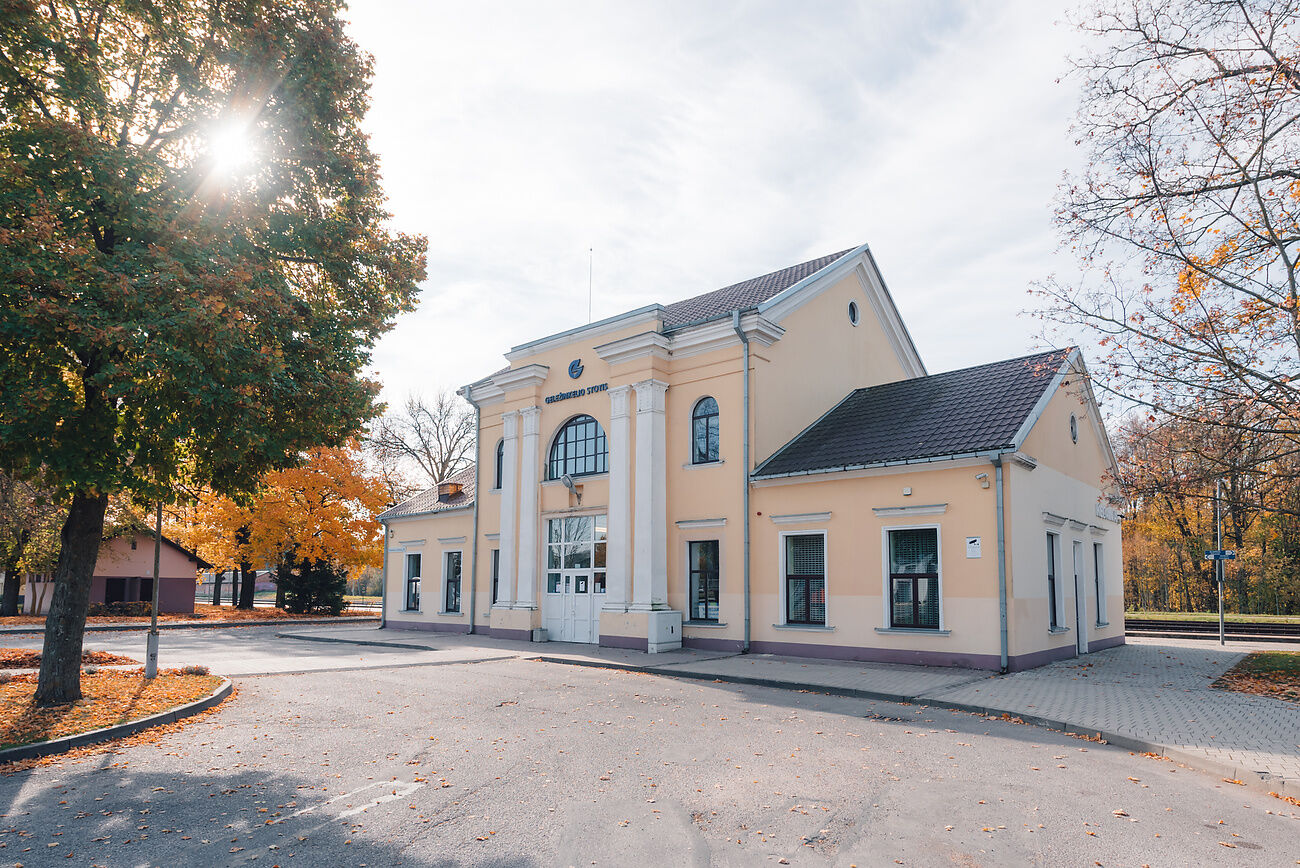
Bahnhof

## Wirtschaft
Die Stadt Kėdainiai ist ein industrielles Zentrum in Litauen. Unter anderem haben hier die Unternehmen Lifosa (Düngemittelproduktion) und Vikonda (Nahrungsmittelproduktion) ihren Sitz. Des Weiteren befindet sich hier eine Zuckerfabrik der Nordic Sugar A.S.
Es besteht die Freie Wirtschaftszone Kėdainiai, in der es rechtliche und administrative Erleichterungen für Investoren gibt.

## Verkehr
Der Bahnhof Kėdainiai ist ein Durchgangsbahnhof der Lietuvos geležinkeliai an der Bahnstrecke Kaišiadorys–Liepāja, einer der wichtigsten Fernstrecken in Litauen. Er wird hauptsächlich im Güterverkehr genutzt. Im Personenfernverkehr gibt es jeweils 3 tägliche Zugverbindungen nach Vilnius und Šiauliai. Das Bahnhofsgebäude stammt aus dem 19. Jahrhundert. Koordinaten: 55° 18′ 34,1″ N, 23° 58′ 38,4″ O.

## Bildung
- Jonušas-Radvila-Fakultät Kėdainiai des Kollegs Kaunas, ehemalige höhere Schule und Kolleg
- Šviesioji-Gymnasium Kėdainiai, gegr. 1625 als Lyzeum

## Rajongemeinde
Die Rajongemeinde Kėdainiai (lit. Kėdainių rajono savivaldybė) umfasst neben der Stadt 10 Städtchen (miesteliai), sowie 534 Dörfer. Die Städtchen sind: Akademija, Dotnuva, Gudžiūnai, Josvainiai, Krakės, Pagiriai, Pernarava, Surviliškis, Šėta und Truskava.
Die Rajongemeinde ist eingeteilt in 11 Amtsbezirke (seniūnijos):
- Dotnuva
- Gudžiūnai
- Josvainiai
- Stadt Kėdainiai
- Krakės
- Pelėdnagiai
- Pernarava
- Surviliškis
- Šėta
- Truskava mit Sitz in Pavermenys
- Vilainiai

## Religion
Der Ort ist Sitz des katholischen Dekanates Kėdainiai.

## Partnerstädte
- Castelforte in Latium (Italien), seit 2007
- Zimnicea in Rumänien, seit 2007[3]
- Łobez in Westpommern (Polen), seit 2002
- Sömmerda in Thüringen  (Deutschland), seit 1989
- Kohtla-Järve in Estland, seit 2007

## Mit dem Ort verbundene Persönlichkeiten
- Johann Kasimir von Monkewitz (1722–1789), schaumburg-lippischer Oberstleutnant
- Mikalojus Daukša (zwischen 1527 und 1538–1613), geboren in der Umgebung von Kėdainiai, Aktivist der Gegenreformation
- Graf Marian Hutten-Czapski (1816–1875), polnischer romantischer Maler und Graphiker sowie Gelehrter der Tierzucht und Verfasser von wissenschaftlichen Büchern über Imkerei und Hippologie, Großgrundbesitzer von Kédainiai bis zu seiner Verbannung nach Sibirien wegen der Unterstützung antizaristischer Aufstände Januar 1863.
- Graf Eduard Iwanowitsch Totleben[4] (1818–1884), russischer General, Großgrundbesitzer von Kédainiai ab 1869 und Gründer einer Zellulosefabrik im nahegelegenen Pelédnagiai
- Gräfin Viktorina Elisabeth Louise Totleben geb. von Hauff (1833–1907), Ehefrau von Eduard Franz Todleben. Sie ließ 1900 das erste Krankenhaus in Kédainiai erbauen.
- Moshe Leib Lilienblum (1843–1910), jüdischer Gelehrter und Pionier des Zionismus
- Anna Katterfeld (1880–1964), deutsche Schriftstellerin
- Czesław Miłosz (1911–2004), geboren im Dorf Šeteniai nahe Kėdainiai, polnischer Schriftsteller und Nobelpreisträger für Literatur (1980)
- Silva Lengvinienė (* 1960), litauische liberale Politikerin
- Tomas Bičiūnas (* 1978), litauischer linker Politiker und Seimas-Mitglied
- Jurgita Sejonienė (* 1981), litauische konservative Politikerin, Mitglied des Seimas